# São Caetano de Odivelas
São Caetano de Odivelas é um município brasileiro do Estado do Pará. Localizado na Mesorregião do Nordeste Paraense e na Microrregião do Salgado, está a uma altitude de 5 metros. Possui população estimada, conforme dados do IBGE de 2018, era de 18 129 habitantes e uma área de 743,466 km².

## História

### Fundação e Período Colonial
A origem do município de São Caetano de Odivelas, data do tempo da colonização do Brasil, quando os Jesuítas vinham de Portugal para difundir a religião cristã através da evangelização. Seu fundador, Frei Felipe, missionário português da Companhia de Jesus, chegou à região em 1735, se agradou da terra e fundou uma fazenda a margem esquerda do rio Mojuim a 11 Km de sua foz, para dar inicio a uma criação de gado, no dia 7 de agosto de 1735, onde hoje se localiza a sede do Município.
Colocou na fazenda o nome de São Caetano de Odivelas, São Caetano por ser o santo do dia, e o nome de Odivelas em homenagem a sua terra natal, uma pequena província de Portugal. No ano de 1757, Francisco Xavier de Mendonça Furtado concedeu-lhe o titulo de lugar. Em 1760, com o advento da Lei Pombalina o desembargador Feliciano Ramos Nobre Moura, juiz de Fora de Belém por ordem do Governador, em diligência partindo de Vigia chegou a Odivelas sequestrou a Fazenda São Caetano e a de Tabatinga, que foram entregues a administração de prepostos do Governo Colonial.

### Período Imperial
Em 1813, Manoel de Sousa Álvares, informou ao Governador do Estado do Grão Pará, a presença de um grupo de mocambos negos nas cabeceiras dos rios Mojuim e Mocajuba, que estavam saqueando os sítios na região, sendo determinada pelo Governador à realização de uma batida na região para exterminar o grupo. 
Em 1833, Odivelas ficou como integrante do município de Vigia de Nazaré, como Freguesia sob a proteção de São Caetano, em virtude da divisão da província em termos e comarcas até 1872. A Lei Provincial nº 707 de 5 de novembro de 1872, outorgou-lhe o titulo de Vila, porém não houve o cumprimento da referida lei. Somente em 28 de agosto de 1874, foi instalado o Município pelo presidente da Câmara de Vigia o senhor Antônio José do Carmo Barriga, dando posse ao senhor Inácio Maciel Ferreira como vereador da nova Comarca, sendo este o primeiro prefeito da vila. Porém, o presidente da Câmara de Vigia depois de tê-lo empossado retirou-se sem entregar o livro da qualificação e desmanchou a casa em que lhe havia dado posse. Somente em 15 de janeiro de 1875, os vereadores se reuniram para a primeira sessão da nova Câmara.

### Período Republicano
Os Ideais Republicanos também estiveram representados no Município, através dos Odivelenses Francisco de Queiros, Manoel Bruno de Barros, João da Mata Campos, Eurico Eduardo de Sousa, Ricardo de Oliveira, Capitão Diniz Joaquim Maciel e João Brás de Sousa que por serem a favor da Republica despertaram a ira dos governistas, a ponto de serem ameaçados de exílio pelo então presidente da Câmara Municipal, Tenente Domingos dos Reis Alves. Porém os idealistas na noite de 15 de agosto de 1889, se reuniram na casa de Diniz Joaquim Maciel e fundaram o Clube Republicano Odivelense, aclamando como seu presidente o senhor João Brás de Sousa e em seguida desfilaram pelas ruas do Município dando vivas a republica. A 15 de novembro os republicanos Odivelenses viram seus ideais tornarem-se realidades. No dia 23 de novembro de 1889, a republica foi instalada no Município. O governo provisório do Estado enviou um comissário a São Caetano de Odivelas representado por Gonçalo de Lima Ferreira.
Em 6 de julho de 1895, a Lei nº 324 que dividiu o Pará civilmente em cidades, vilas e povoações elevou São Caetano de Odivelas a categoria de cidade, ocorrendo sua instalação em 15 de agosto de 1895. O primeiro Conselho Municipal eleito teve como Intendente Municipal João Rodrigues dos Santos e os vogais Manoel Lins de Ataíde, Cecílio Ricardo Pinheiro de Oliveira, Leonírio Antônio de Sousa e André Cursino de Melo.
Em consequência da Revolução Nacional Triunfante de 24 de outubro de 1930, São Caetano foi anexado aos municípios de Vigia e Curuçá pelo Decreto Interventorial nº 78 de 27 de dezembro de 1930. Porém o Decreto nº 931 de 22 de março de 1933 restabeleceu a São Caetano de Odivelas a condição de Subprefeitura.
Em 31 de outubro de 1935, a Lei Estadual nº 8 eleva São Caetano a categoria de cidade, sendo nomeado como Prefeito Municipal o tenente do exercito José Alves de Sousa Azevedo. Processada a eleição para Prefeito Constitucional do Município e Câmara de Vereadores sendo eleito para prefeito o capitão Inácio de Oliveira Santos e para vereadores Manoel Cândido do Rosário Monteiro, Manoel Firmino Rodrigues, Egidia Rodrigues da Cunha, Macário Antônio Favacho, Ramiro Otávio das Chagas, Antônio Baltazar Monteiro e coronel Cipriano Antônio das Chagas.

### Atualmente
Desde a sua criação o Município procura gerir o seu patrimônio, constituído por bens corpóreos e incorpóreos, procurando dar-lhe a destinação que mais satisfaça as necessidades da população.
A importância do meio físico para o município de São Caetano de Odivelas pode ser em face da fertilidade do seu solo, pois muitos foram os que chegaram e se radicaram no Município, como judeus, portugueses, austríacos, turcos, italianos, africanos, libaneses, cearenses, alagoanos, baianos, paranaenses e pernambucanos que se tornaram comerciantes, políticos e industriais. Estes colonizadores juntamente com os nativos lutaram pelo crescimento e bem estar do Município.
Os nativos são chamados odivelenses e formam um povo alegre e hospitaleiro.

## Cultura

### Bois de Máscaras
No ano de 1937 um grupo de pescadores de São Caetano de Odivelas, saiu para pescar rumo a ilha do Marajó. Lá reunidos, no porto de Pacoval, tiveram a ideia de "colocar um boi em São Caetano" daí então partiram em busca da cabeça de um boi nas fazendas das ilha, encontraram a cabeça de um boi que era muito conhecido por ser o boi reprodutor, chamado de tinga.
A cabeça foi trazida à São Caetano de Odivelas e entregue ao principal artesão da época. No dia 24 de junho do mesmo ano o boi tinga sai às ruas da cidade pela primeira vez composta também por pierros, cabeçudos, buchudos e mutucas. Sua orquestra era composta por instrumentos de sopro, tambores e maracas. Desde então, o boi sai às ruas de São Caetano, consecutivamente nos meses de fevereiro e de junho.

### Festival do Caranguejo
O Festival do Caranguejo, o mais tradicional do município, acontece sempre no segundo final de semana de dezembro desde 1979, começa na sexta feira e com término no domingo, com vendas de comidas típicas do caranguejo, aparelhagens, bandas locais, regionais e nacionais, além de apresentações de grupos folclóricos e culturais da cidade (bois de máscaras, carimbó, bandas centenárias e bingo).

### Círio de São Caetano
Segundo os historiadores, o Círio em São Caetano de Odivelas tinha como padroeira, Nossa Senhora de Nazaré, mas em 1931, um grupo de pescadores decidiu mudar e homenagear o santo que dá nome ao municipio, São Caetano, celebrado no calendário da Igreja Católica, no dia 7 de agosto.
Ao longo dos anos, o Círio teve mudanças em suas datas: a procissão já foi realizada no último fim de semana de julho, mas acabou sendo alterado para o 1º domingo de agosto, pela proximidade ao dia do padroeiro. Ao longo da festividade são realizadas, novenas, missas, procissões e o tradicional arraial.

### Bandas Sinfônicas
Embora pequeno, o município conta com 4 bandas sinfônicas de música que são elas, Banda Rodrigues dos Santos, Milícia Odivelense, Fláviano Góes e Manoel Palheta da ilha de São João dos Ramos, e todas elas são compostas por crianças, jovens e adultos da própria região que aprendem através das escolas de música.

### Carnaval
A cidade conta com o tradicional Carnaval de São Caetano, quando ocorre a saída dos bois de máscaras e blocos carnavalescos como Beija-Flor do Marabazinho, Lacraias do Umarizal, Os Papudinhos da Belém Nova, Pescada Amarela da Cachoeira e entre outros que animam a população e turistas durante os 4 dias de festejo.

## Bairros e Vilas
Aqui está a lista de bairros pertencentes a cidade:
- Centro
- Marabazinho
- Pepeuá
- Samambaia
- Pica-Pau
- Guará
- Belém Nova
- Cachoeira
- Cachoeirinha

Aqui está a lista de vilas pertencentes ao município:
- Mariapólis(Aê)
- Pererú de Fátima
- Boa Vista
- Guajará
- Guarajazinho
- Bastos
- Marabitanas
- Santanopólis(Camapú-Mirim)
- Ponta Bom Jesus
- Rio Branco
- Monte Alegre
- Alto Camapú
- Santa Maria da Barreta
- Risca
- Madeira
- Espanha
- Alto Pererú
- Laranjeiras
- Itapepoca
- Ilha São Miguel
- Jutaí
- Paraíso(KM 8)
- Mururé(KM 10)
- Páscoa
- Camutá
- Sorriso
- Santa Fé
- Cotita
- Matupiri
- Uxiteua
- Maneta
- Seringa
- São João dos Ramos
- Maracajá
- Pio XII
- Meratauá[13]